# Les mines del rei Salomó (pel·lícula de 1985)
Les mines del rei Salomó (títol original: King Solomon's Mines) és una pel·lícula estatunidenca dirigida per J. Lee Thompson, estrenada l'any 1985. És una adaptació de la novel·la homònima escrita l'any 1885 per Henry Rider Haggard, Les Mines del rei Salomó. Aquesta versió és una paròdia de la pel·lícula d'aventures Indiana Jones, lleugera amb punts de comèdia. L'actor John Rhys-Davies apareix en les dues obres. La pel·lícula s'ha rodat a Harare, Zimbabwe. Ha estat doblat al català.

## Argument
La bella Jessie Huston apel·la als serveis de l'intrèpid aventurer Allan Quatermain per trobar el seu pare, el professor Huston, famós arqueòleg desaparegut a Àfrica.
Les últimes pistes amb relació a ell indiquen que hauria trobat el rastre de les mítiques « mines del rei Salomó ». Quatermain accepta la missió.

## Repartiment
- Richard Chamberlain: Allan Quatermain
- Sharon Stone: Jesse Huston
- Herbert Lom: Coronel Bockner
- John Rhys-Davies: Dogati
- Ken Gampu: Umbopo
- June Buthelezi: Gagoola
- Sam Williams: Scragga
- Shaï K.Ophir: Kassam
- Fidelis Chea: el cap Mapakï
- Bernard Archard: Professor Huston (no surt als crèdits)

## Rebuda crítica
La crítica va acollir la pel·lícula de manera molt desfavorable, amb un 13% de crítiques positives a Rotten Tomatoes.
Però, malgrat això, la pel·lícula va ser un èxit de públic a la seva estrena l'any 1985 i una continuació que va sortir l'any següent, Allan Quatermain i la ciutat de l'or perdut, amb un resultat artístic encara més discutible.

## Al voltant de la pel·lícula
- Produint aquesta nova versió de les aventures d'Allan Quatermain (ja adaptades l'any 1937 i sobretot el 1950 amb el títol Les mines del rei Salomó amb Stewart Granger en el paper principal), l'estudi Cannon Group ha vist l'oportunitat d'aprofitar de l'èxit de la saga dels Indiana Jones reprenent tots els seus ingredients, sense tanmateix arribar a les mateixes qualitats artístiques.
- Richard Chamberlain i John Rhys-Davies estaven ja enfrontats en la sèrie Shogun.
- Es tracta d'un dels primers papers de primer pla de l'actriu Sharon Stone, que va quedar arraconada a les pel·lícules de sèrie B fins als èxits de Desafiament total l'any 1990 i sobretot de Instint bàsic l'any 1992.

## Errors
- En la seqüència del robatori en avió, els plans curts (filmats en l'estudi amb un fals aparell) mostren que Richard Chamberlain s'enganxa a dues barres metàl·liques connectant l'ala a la cabina. Per contra, en els plans llargs, el doblador de Chamberlain està enganxat a la mateixa.[cal citació]
- Quan la marmita geganta arriba gairebé al final de la seva carrera després d'haver baixat ràpidament les roques, un dels plans interiors (filmats en l'estudi amb els actors i els dobles) mostra que l'escenari s'atura pràcticament de girar mentre que en el pla exterior que segueix, la marmita avança encara una mica abans d'aturar-se.
- Quan Allan Quatermain i Jesse són involuntàriament alliberats de la sala del tresor després que Bockner ha fet saltar l'entrada, el sostre espinós és a baix i l'aigua vessa, arrossegant els herois amb ella. Quan el coronel penetra després a la sala, el sostre sobtadament torna a tenir la seva altura d'origen i no hi ha la menor traça d'humitat.